# 竹内良一
竹内 良一（たけうち りょういち、1903年11月13日 - 1959年1月18日）は、日本の俳優。本名は外松 良一（とまつ りょういち）。旧芸名は竹内 良作（たけうち りょうさく）。女優岡田嘉子の元夫。実妹は舞台女優の竹内京子。祖父は外松孫太郎。男爵・外松亀太郎の長男。

## 来歴
1903年、陸軍大尉男爵・外松亀太郎（とまつ かめたろう, 明治8年生まれ、外松孫太郎長男）と混血の声楽家で日本女子大教師の大山たま子（明治10年生まれ、明治43年離縁）の長男として東京市赤坂区青山に生まれる。1911年、学習院初等科入学。学習院中等科を経て、1922年に学習院高等科を卒業。1924年6月、築地小劇場の演技研究生となり、千田是也たちと共に演劇を学び、竹内良作の芸名で舞台に立つ。
1925年7月、日活大将軍撮影所の映画監督村田実と映画研究家森岩雄の渡欧に同行し、ベルリンで演劇を学ぶ。1926年に帰国し、村田たちの世話で日活大将軍に入社。芸名を竹内良一と改めて『彼をめぐる五人の女』に準主演。このとき、主演俳優岡田時彦の紹介で岡田嘉子と知り合う。
1927年3月、映画『椿姫』の撮影中に、共演していた岡田嘉子と駆け落ちを敢行して消息を断つ。この件で岡田は日活をクビになる。
同年4月、福岡県飯塚市で嘉子と共に発見される。二人は別れさせられたものの、嘉子との結婚の意志が固かったために男爵家から廃嫡され、同年5月には華族の礼遇を停止、従五位返上を命じられ、その上で嘉子との結婚が許された。
1931年11月に松竹に入社するが、嘉子が同社の看板女優として成長したのに対し、竹内には人気が集まらなかったことから夫婦関係に亀裂が入る。やがて竹内は酒に溺れ、1936年には別居。
嘉子は竹内との夫婦生活の間にできた負債を引き受けたが生活は困窮。1938年1月3日には演出家杉本良吉と共にソ連へ亡命した。
一方、竹内はこの年の10月に女優の佐久間妙子と結婚した。
戦時中は本名の外松良一で国策映画『秘話ノルマントン号事件　仮面の舞踏』（1943年）に出演し、外人"チャーレス・クーパー"の役をこなす。
戦後、東京都調布市に日本映画俳優学校を設立して教頭に就任。晩年は宗教に心の拠り所を求め、1959年1月18日、調布市上石原にあった生長の家の練成道場にて、信者仲間に看取られつつ脳溢血で死去した。

## おもなフィルモグラフィ
- 『彼をめぐる五人の女』 1927年
- 『蝕める春』 1932年
- 『天国に結ぶ恋』 1932年
- 『不如帰』 1932年